# 免稅儲蓄賬戶
免税储蓄账户（英語：Tax-Free Savings Account，簡稱TFSA，簡稱CELI）是加拿大稅務局為個人設立的一個稅務優惠賬戶。在免稅儲蓄賬戶發生的投資收入，包括資本利得和股息等，都無需交稅。但是存入免稅儲蓄賬戶的金額不能用來扣減個人所得稅，這與註冊退休儲存計劃有所不同。
雖然這個賬戶被命名為儲蓄賬戶，但是並不一定要是現金存款。與註冊退休儲存計劃一樣，免税储蓄账户可以包括現金存款、各種投資（例如共同基金、某些股票、債券或擔保投資證等。

## 歷史
該賬戶由當時保守黨政府的財政部長費拉逖於2008年在2008年聯邦預算中提出。並於2009年1月1日起實施。
這個舉措受到C.D. Howe Institute的支持：「這個稅務政策對加拿大人來說是個好消息。費拉逖先生和他的政府值得為這個新的計劃受到讚揚。」 此外，Canadian Federation of Independent Business、加拿大銀行家協會、滿地可銀行經濟學家Doug Porter、加拿大商會、以及加拿大納稅人聯盟也都支持這項稅務政策。

## 特徵
在加拿大年滿18歲、擁有社保編號的居民可以申請在銀行開設免稅賬戶進行儲蓄或投資。在該賬戶獲得的收入無需交稅。持有人可以在任何時間把錢提取出來。

### 供款額度
該賬戶有供款額度的限制，每年根據聯邦稅務局的指引累加。2013年之前為每年5,000加幣，2013年開始，根據通漲，額度被調整至5,500加幣。2015年，當時執政的保守黨將當年的額度提高至10,000加幣。2016年自由黨上台執政後，將當年的額度重新降低至5,500加幣。
截止到2025年，累計的存款額度為$102,000加幣。
| 年份      | TFSA年度限額 | 累計限額 |
| --------- | ------------ | -------- |
| 2009-2012 | $5,000       | $20,000  |
| 2013-2014 | $5,500       | $31,000  |
| 2015      | $10,000      | $41,000  |
| 2016–2018 | $5,500       | $57,500  |
| 2019–2022 | $6,000       | $81,500  |
| 2023      | $6,500       | $88,000  |
| 2024–2025 | $7,000       | $102,000 |

### 合資格投資
TFSA賬戶可以參與任何符合RRSP的投資，包括在合資格交易所進行的公開股票交易、合資格的私人公司股票交易、某些債務，分期付款收益、共同基金、房地產投資信託基金，年金合同，權證，期權，註冊投資，特許單位，合作單位以及存託憑證。

### 債權人保護
當TFSA賬戶所有人破產或一項財務判決引致賬戶所有人受到不利自己的法律訴訟時，TFSA內的資產不受保護，不能免遭債權人對其的主張。這與RRSP不同。

### 超額供款
在一個自然年度的提款只能在下一個年度1月1日起增加可供款額度。一個年度的超額供款可能由於持有人誤以為提款後會立即增加當年可供款額度，而在當年再次存入該賬戶所致。一個年度的超額供款會導致稅務局的罰款。
2012年，加拿大稅務局向900萬TFSA賬戶中的74,000超額供款人寄發罰款通知。
1. ↑  Canada Revenue Agency. . CRA.gc.ca. 2014-02-14  [2014-06-14]. （原始内容存档于2017-07-06）.
2. ↑  “Get ready for new Tax-Free Savings Account”, Oakville Today, 2008-06-19. Retrieved on 2008-06-20.
3. ↑  “TFSA’s: the biggest thing since RRSP’s”, National Post, 2008-02-27. Retrieved on 2008-06-23.
4. 1 2  “Budget: Report Card”, National Post, 2008-02-26. Retrieved on 2008-06-23.
5. ↑  “Federal Budget Prudent for Today’s Economic Conditions”, Canadian Bankers Association, 2008-02-26. Retrieved on 2008-06-23.
6. ↑  “2008 Budget”, The Canadian Chamber of Commerce, 2008-02-26. Retrieved on 2008-06-23.
7. ↑  "A New Tax Savings Plan & Modest Spending Growth”, Canadian Taxpayers Association, 2008-02-26. Retrieved on 2008-06-23.
8. ↑  .   [2016-01-05]. （原始内容存档于2017-07-24）.
9. ↑  .   [2010-04-23]. （原始内容存档于2011-06-06）.
10. ↑  .   [2016-01-05]. （原始内容存档于2015-10-10）.